# メダル・オブ・オナー ヴァンガード
『メダル・オブ・オナー ヴァンガード』（Medal of Honor: Vanguard）とはエレクトロニック・アーツより発売されている一人称視点シューティング （FPS）の事である 。 PlayStation 2版『メダル・オブ・オナー』シリーズ第四作目。Wii版(日本では未発売)も発売されている。

## ストーリー
第二次世界大戦下、米第82空挺師団は、ヨーロッパ各地で実行する作戦への緊急展開に備え、即応体制を敷いていた。司令部の指示を受け、次々に輸送機から降下する空挺歩兵たち。戦場の前衛へ降り立った彼らには、過酷な任務が待っていた…。

## 登場人物
フランク・キーガン (Frank Keagun)伍長　
国内版声優∶三宅健太
米第82空挺師団に所属する主人公。ネプチューン作戦直前、訓練中骨を折ったため降下チームから外されたが、同作戦時に輸送機が墜落。辛くも生き残った。階級は伍長であるが「REQUIEM」以降は、ガレットの提案で軍曹となる。ただし、正式に軍曹になったわけではなく、あくまで「代わりを務める」という事である。そのため、以降は「軍曹」と呼ばれるようになる。
ジョン・マグナソン (Jhon Magnuson)軍曹
国内版声優：大塚芳忠
キーガンの上官で階級は軍曹。ネプチューン作戦時に降下した際、ドイツ軍の拠点である教会の屋根に引っ掛かっていたことがある。隊を常に導いてきたが、「REQUIEM」でドイツ軍狙撃兵に撃たれ死亡した。前述したように、キーガンが軍曹になったのはこの為である。マルチプレイヤーモードで使用が可能である。
ステファン・ガレット (Steffen galette)伍長
国内版声優：中多和宏　
キーガンの仲間で伍長。ドイツ語を読解でき、たまに役立つが、ほとんどは扉を破ったりして道を切り開く。マルチプレイヤーモード（何故か婦人兵士として登場）で使用が可能である。
チャルマース (Chalmers)兵長
ガレットに、援護を頼まれることが多い兵士。またガレットから大男と呼ばれている。「PREDATORS」でタイガー戦車に攻撃され死亡した。
パイク (Pike)一等兵
一部のステージで援護を頼まれるが、それ以外では特に出てこない端役。
ストリックランド　(Strickland)一等兵
ハスキー作戦時に足を撃たれ負傷し、その後MG42に撃たれ死亡した。
ジョン・マッカラム (John McCallum)副官　
マーケット・ガーデン作戦で登場する兵士。階級は中尉、マルチプレイヤーモードで使用が可能。
スタンレー（Stanley）一等兵
マーケット・ガーデン作戦でガレットから倉庫の扉を吹き飛ばすよう命令された人物、だが何故か扉は爆破されず、彼一人の腕力で開けることができた。
スラーソン二等兵
交戦中に味方が、「いいぞスラーソン」「その調子だスラーソン」と発言するが、どのAIに対して発言したかは不明。エンディングにも登場する。マルチプレイヤーモードで使用が可能。
その他友軍兵士の国内版声優に平田広明、納谷六朗が出演している。

## システム

### 前作からの変更点
- ヴァンガードとは先導するという意味で今までとは違い、部隊を先導することが多く、仲間と協力して任務をやりこなすがやはり、主人公のみで任務をこなすヒーロー性を忘れず取り込んでいる。その為、前作と違いAIを指示できない。
- 前作と同様AIが仲間として登場するが、前作以上にマヌケで積極的ではない（敵の横を素通りしたり、至近距離で狙いを外したりなど）。しかし、プレイヤーの近くに手榴弾が転がったり、敵が十字砲火してきたりすると、「キーガン!そこから逃げろ!」や「頭を下げておけ！」「伏せろ!」などと危険を促したりする、また味方が倒されると「やられたぞ！」や「何人かやられた！」と言って教えてくれるので決して不要な存在ではない。また、プレイヤーが連続でヘッドショットを成功させると、「勲章がほしいのかキーガン？」「キーガンは狙撃兵か？」などと反応を示してくれる。また、プレイヤーが銃を撃たず、操作を放棄していると、「弾薬が勿体無いのか！？」「キーガン少しは戦え！」「何をしているんですか！？」などと罵声を浴びせてくる。
- 本作では各作戦の開始時に空挺降下から始まり、降下中のパラシュートの操作が可能。緑の発煙筒が立てられた地点に降下するとクリア時にウィングという勲章が授与される。尚、降下中、基地直後は対空砲を受けようと攻撃は全て無効化される。
- 本作ではダッシュすることが可能で、敵の銃撃を避けることができるが、ダッシュするとスタミナゲージが減っていく。
- 前作までと違い全てのキャスト（連合軍と枢軸軍）の音声が日本語となり、字幕も表示されない（字幕の有無はオプションで設定可だが、音声は設定不可）。
- 武器のアップグレードが可能となり、一部のサブマシンガンの弾倉をドラムマガジンに交換することで、装弾数の拡張ができ、ライフルにスコープを装着して狙撃銃として使用することができる。しかしアップグレードできる武器は既に場所ごとに決定されている。例えばサブマシンガンを所持した状態でスコープ装着のアップグレードを行うと、サブマシンガンを投棄し、ライフルを自動的に装備、スコープを装着する。投棄した武器は再度使用することができる。
- 前作では一部の副次任務をクリアしなくとも、ミッションはクリアできたが今作では基本的に一本道であるため不可能である。
- 前作で出来た手榴弾の蹴り返しが廃止された。ただし、投げられた手榴弾の位置が画面中央に矢印で表示される。
- 前作に存在した服用することで画面が赤くなり一時的に無敵になるアドレナリンシステムが廃止された。
- 前作に存在した規定数回、生き返る事が出来るリバイブシステムが廃止されたが、死亡した際にはキャンペーン内のチェックポイントから開始できる。
- コンパスが簡略化され、前作とは比較的に小さくなった。その反面、味方や任務遂行地点だけでなく敵の位置も表示されるようになった。
- 今作は敵にイタリア兵とドイツ兵が登場する。大抵の敵の行動は撃ったら隠れるだったが、分が悪くなると逃げ出したり、リロードの後に遮蔽物に隠れて1度様子をうかがうが、その時に当たらない程度に銃撃するとすぐにひっこめしばらく顔を出さなくなるなど敵AIにも様々な思考パターンが追加された。他にも、手榴弾を投げると「返すぞ」「とっておけ」などと言い、プレイヤーに投げ返してくる。しかし、こちらが敵前まで急行すると動きが不安定になり、銃をこちらに構えたまま停止したり、到底届くはずのない間合いに対して、殴打を繰り返したりする。
- マルチプレイでは前作と同じくAIは登場しないが、固定機関銃（MG42）が使用可能。ステージは倉庫や塹壕、地下基地など。

## ステージ一覧
本作では、イタリアに始まり、フランス、オランダ、ドイツの空挺降下作戦に参加し、ゲームを進行していく。
イタリア 「ハスキー作戦」
シチリア島上空　1943年7月10日　
　連合軍による「ヨーロッパ要塞」への攻撃は夜に開始。空挺部隊とグライダーの降下で始まり、空軍、海軍と続いた。第82空挺師団はまだ戦場に立ったことはない。
OFF-TARGET　午前5時00分
シチリア島に空挺降下したキーガンらとその部隊はイタリア兵と遭遇し、銃撃戦を繰り広げつつ、市街地へと進撃していく。尚、ゲーム中でイタリア兵が登場するのはこのステージのみ。
DER BUKER　午前7時00分
市街地に進撃したキーガンらは、ドイツ軍の海岸砲台を発見し、爆破を敢行する。
フランス　「ネプチューン作戦」
フランス北部ノルマンディー半島上空　1944年6月5日　
連合軍による「ヨーロッパ要塞」への攻撃は夜に始まった。グライダーと空挺部隊の降下で始まり、空軍、陸軍と続いた。第82空挺師団は拠点となる橋と交差蝋を確保し、ドイツ軍の物資補給を止める任務を託された。
BEHIND ENEMY LINE　午前4時00分
空挺降下直前にドイツ軍の対空砲火によって、キーガンらが搭乗していた輸送機がドイツ軍の占領下にある田園地帯に墜落し、生き残ったガレットと共に、敵兵の攻撃をくぐり抜けながら、離散した仲間との合流を図る。
SCAVENGERS　午前6時00分
教会に到達した部隊は、接近しつつある敵の装甲車を破壊するためにバズーカを回収する。
REQUIEM　午前8時00分
鉄橋に到達した部隊は、ドイツ軍の猛烈な反攻を受けながらも、敵司令部の制圧に成功する。
オランダ　「マーケットガーデン作戦」
オランダ東部アルンヘム上空　1944年9月17日　午前12時00分
クリスマス前に戦争を終わらせる目的で連合軍は、オランダの敵陣に35000人の兵士を送り込んだ。第82空挺師団はナイメーヘンとフラーフェの拠点となる橋を確保する任務を託された。イギリス軍第30軍団のアルンヘムへの進撃ルートを確保する任務であった。
A SHALLOW GRAVE
田園地帯に降下した第82師団は、風車に設置された対空砲を破壊し、農家に築かれたドイツ軍の拠点を制圧する。
HUNTED
ドイツ軍の防衛線が築かれた民家を越えた部隊は、要所に配備されている対空砲を破壊しつつ、目的の鉄橋へと辿り着く。
PREDATORS
グレーブの市街地に侵攻したキーガンらは、敵部隊の待ち伏せと猛攻に遭いながらも市街地の奪還に成功する。
ドイツ　「ヴァーシティー作戦」
ドイツ西部ライン川上空　1945年3月25日　
史上最大の空挺部隊降下となった「ヴァーシティ作戦」。数千人の兵士をライン河畔に降下させ、ルール工業地帯へ侵攻するはずであった。「マーケットガーデン作戦」の失敗を終え、空挺部隊の降下後に連合軍とすばやい合流を計画した。しかし、ドイツ軍は待ち伏せしていた…。
END GAME　午前9時00分
ドイツ軍の最終防衛線付近に降下したキーガンらは、敵の十字砲火をかいくぐり、塹壕や掩蔽壕を制圧、進撃し、工業地帯を目指す。敵戦車の砲撃によりでキーガンは仲間と分断され、一人別のルートで工場に進む。
THE CRUCIBLE　午前10時00分
工場で部隊と合流したキーガンは、工場に潜む狙撃兵を倒し、工場からの脱出を図ろうとする。しかし、付近にいたドイツ軍地上部隊が工業地帯を奪還せんと全勢力が部隊を包囲する。

## サービスレコード
キャンペーン（ステージ）内で特定の条件を満たすとキャンペーンクリア後のリザルト画面で手に入る名誉勲章。尚、全キャンペーンで全てのメダルを手に入れても、何のメリットもない。
キャンペーンメダル
キャンペーンの任務を全てクリアすると授与される。
シルバースター
1度も死亡しないでキャンペーンの任務をクリアすると授与。
ブロンズスター
1度も死亡しないで任務をクリアすると授与。
ウィング
指示された降下地点に着地すると授与される。
オークリーフ
キャンペーンで7つの勲章を獲得すると授与。
ウェポンエキスパート
任務中で使用可能な武器をすべて入手クリアすると授与。
マークスマンアワード
任務中にヘッドショット（攻撃を敵の頭部に命中させ一撃で倒すこと）の回数が一定以上になると授与。
WWⅡビクトリーメダル
キャンペーンですべての勲章を獲得すると授与される。